# Ciparska vaterpolska reprezentacija
Ciparska vaterpolska reprezentacija predstavlja državu Cipar u športu vaterpolu.
U svjetskim mjerilima nije postigla ni jedan veliki rezultat, niti je ikad bila utjecajnim čimbenikom u svjetskom vaterpolu.
Zbog svoje nejakosti, a radi poboljšanja vlastite igre, odnosno naprjedovanja u igri, Cipar na pojedina europska natjecanja, kao što je COMEN kup 2001. i 2002. ne šalje svoje klubove, nego najbolju postavu.